# Mijaíl Miasnikóvich

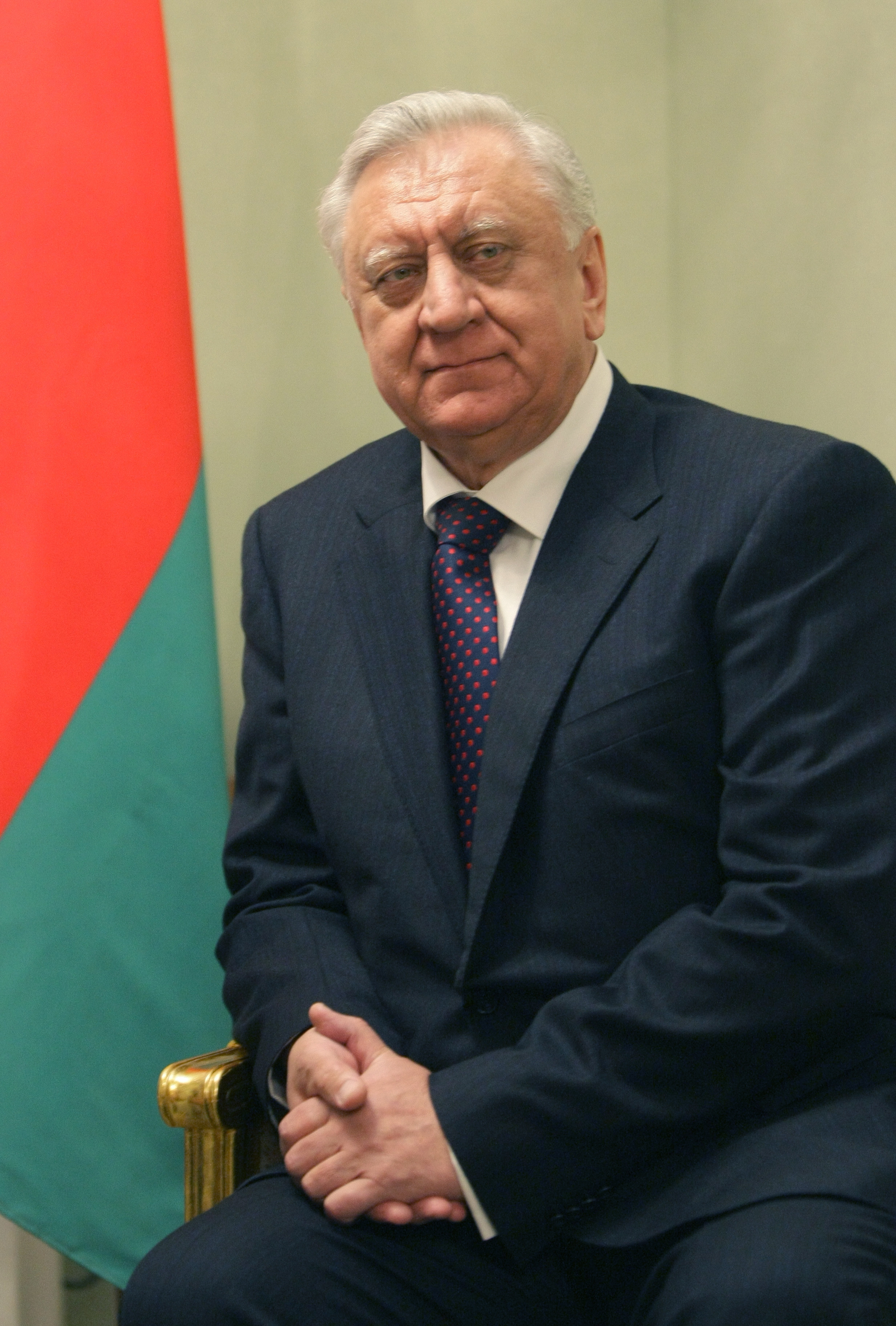
Mijaíl Miasnikovich

Mijaíl Miasnikóvich (1950) es un político bielorruso que ocupó el cargo de primer ministro de Bielorrusia desde el 28 de diciembre de 2010 hasta el 27 de diciembre de 2014, sucesor de Siarhej Sidorski. Le nombró el presidente Aleksandr Lukashenko tras las elecciones de 2010 que dieron a Lukashenko un cuarto mandato. Antes de ser primer ministro presidía la Academia Nacional de Ciencia de Bielorrusia.